# Джуркины
Джуркины, чжуркины, чжиргины, юркины, джургэны (монг. Жүрхэн, Жүрхин, Зүрхэн) — одно из племён нирунской ветви монголов. Согласно «Сокровенному сказанию монголов» — одно из самых неукротимых и мужественных в степи. Были одними из первых противников Тэмуджина в процессе объединения монгольских племён.

## Этноним
С. А. Козин переводит этноним «джуркин» как «непобедимый», приводя в качестве параллели калмыцкое «jörmod», имеющее значение «смелость, отвага; отчаянный, предприимчивый». По мнению С. В. Дмитриева, данный этноним происходит от монгольского «djiruken» (сердце). Он приводит также другие значения, связанные с этой корневой основой из словаря О. М. Ковалевского: djiruken «1) сердце, 2) центр, середина, ядро, 3) душа, дух, усердие, мужество, решимость, 4) сущность, сила, 5) главная часть, самое лучшее»; djirukebtchi «горячий, вспыльчивый, нетерпеливый, сердитый»; djiruketei «смелый, храбрый, отважный, неустрашимый».
Кроме того, что джуркины — «люди с сердцем», это также люди с особой печенью — С. А. Козин переводит слово suelsutai-sülsutai как максимально конкретно, т. е. «имеющий печень», так и отвлеченно «мужественный, смелый».
В работах монгольских авторов используются следующие формы этнонима: жүрхэн, жүрхин, зүрхэн.

## История

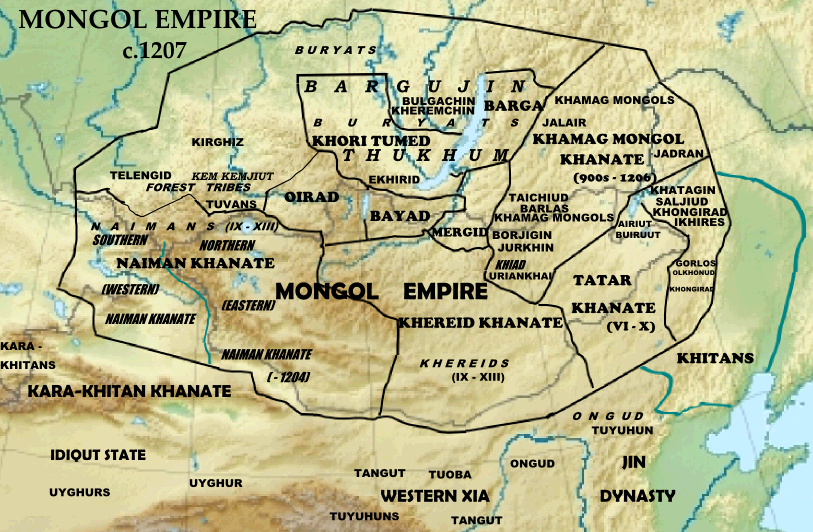
Монгольская империя в 1207 г.

Согласно «Сокровенному сказанию монголов», джуркины являются, как и многие другие монгольские роды, потомками легендарного предка Бортэ-Чино. Предками джуркинов являются Алан-гоа — прародительница нирун-монголов; Бодончар — сын Алан-гоа, основатель рода Борджигин; Хайду — потомок Бодончара, первый монгольский правитель, объединивший под своей властью монгольские роды; Хабул — правнук Хайду, первый хан государства Хамаг Монгол, основатель рода Кият (Хиад); Окин-Бархаг — старший из семи сыновей Хабула; Хутухту-Юрки — сын Окин-Бархага. Сам же род джуркинов (юркинцев) пошел от сыновей Хутухту-Юрки (Дзоригту Джургэ, Дзоригту Джурби): Сече-беки (Сэчэн-бэки) и Тайчу.
В «Сборнике летописей» Сэчэ-беки из племени кият-юркин назван в числе государей, которые «предъявляют великое притязание и стремятся к царской власти» в степи. Сам род юркин назван Рашид ад-Дином одной из ветвей киятов.
Когда Тэмуджин решил основать собственный улус отдельно от своего побратима Джамухи, одними из ушедших от Джамухи и присоединившихся к Тэмуджину были Сача-беки и Тайчу, сыновья Чжуркинского Соорхату-Чжурки. Сача-беки был в числе монгольских предводителей, которые нарекли Тэмуджина Чингисханом.
Сача-беки и его родные пользовались большим уважением. Однако джуркины в дальнейшем стали противниками Чингисхана. Корни конфликта зародились во время пира в Ононской дубраве по случаю присоединения урутов и мангутов к Тэмуджину. Во время пира произошел конфликт между Бельгутаем, братом Чингисхана, и джуркинским Бури-Боко, вступившемся за Хадагидайца, покушавшегося украсть оброть с коновязи. Кроме этого, ханши джуркинов Хорочжин-хатун (Хоричжин-хатун) и Хуурчин-хатун нанесли оскорбление кравчему Чингисхана Шикиуру за то, что он наливал чару по очереди, начиная с молодой жены Сача-беки по имени Эбегай.
Несмотря на просьбу Бельгутая, Чингисхан не простил Бури-Боко того, что он рассёк мечом плечо его брата. В результате ханши джуркинов Хоричжин-хатун и Хуурчин-хатун были захвачены в плен. В дальнейшем по просьбе джуркинов Чингисхан согласился на примирение и возвратил обеих ханш.
Однако примирение оказалось недолгим. Сначала джуркины не откликнулись на приглашение Чингисхана для участия в походе на татар. Окончательно мир между Чингисханом и джуркинами закончился после нападения последних на Чингисханов курень, так называемый Аурух, находившийся при озере Харилту-наур. В дальнейшем джуркины были разгромлены Чингисханом в битве при Керуленском Долон-болдаут. Сача-беки и Тайчу, пойманные при устье Телету, были казнены. В кочевьях джуркинов был найден Борохул (Бороул), отданный на воспитание Оэлун-эке. Борохул в дальнейшем станет одним из девяти нукеров Чингисхана.
Бури-Боко был удостоен казни без пролития крови. Бельгутаю было велено бороться с Бури-Боко. Бури-Боко «обладал такою силой, что мог повалить Бельгутая, действуя только одною рукою и одной ногой». Однако Бури-Боко, притворяясь, будто не в силах сладить с Бельгутаем, упал. В итоге Бельгутай переломил противнику позвонок.  По верованию монголов, душа человека находится в его крови; убить его, не пролив крови, почиталось благом для его души. Эта милость обычно даровалась членам царских семей, виновным в предательстве, и, в исключительных случаях, другим высокопоставленным преступникам.
О джуркинах в «Сокровенном сказании монголов» сказано следующее:

«Каждый из мужей искусен,
Силой — могучий борец.
Печень их желчью полна,
Пальцы далеко стрелой поражают,
Сердце их ярость съедает,
Гневом их дышат уста».

«Это были все люди действительно неукротимые, мужественные и предприимчивые. Вот почему их и прозвали Чжуркинцами. Таких-то знаменитых людей сокрушил Чингис-хан».
В дальнейшем джуркины упоминаются как противники Чингисхана на стороне кереитов в битве при Харахалчжит-элетах. Джуркинами в этой битве руководил Хадаги (Хадан). Уже после завершения битвы и спустя некоторое время кереиты расположились в Чжер-кабчигайской пади Чжечжеерских высот. Узнавший об этом Чингисхан отдал приказ о наступлении, и кереиты, попавшие в окружение, потерпели сокрушительное поражение. Ван-хан, предводитель кереитов, и его сын Сангум смогли скрыться благодаря джуркинскому Хадах-Баатуру, прикрывавшему отход своего государя. Высоко оценив поступок Хадах-Баатура, Чингисхан сказал следующее: «Разве не настоящий муж-воин тот, кто не мог покинуть своего природного государя, кто сражался для того, чтобы дать ему возможность налегке уйти и спасти свою жизнь? Это – человек, достойный дружбы». Хадах-Баатур и сто джуркинов были отданы на службу семье Хуилдара, предводителя мангутов, незадолго до этого скончавшегося. Ещё одна сотня джуркинов была пожалована на службу Тахай-Баатуру из племени сулдус.

## Современность
Согласно «Алтан Тобчи», чидагутские табунанги (тавнан), проживающие в Унгшине (Ушин-Ци), являются потомками джургэнского (джуркинского) Борохула. При этом Рашид ад-Дин относит Борохула к племени ушин.
Носители родовой фамилии Жүрхэн проживают в Улан-Баторе и аймаках Монголии: Архангай, Сэлэнгэ, Булган, Орхон, Говь-Алтай, Дорнод; Жүрхин — в Улан-Баторе и аймаках: Орхон, Архангай, Сэлэнгэ, Дархан-Уул; Журхин — в Улан-Баторе; Жүрхэн Боржигон — в Улан-Баторе и аймаках: Туве, Архангай; Жүрхэн Боржигин — в Улан-Баторе и аймаке Сэлэнгэ; Жүрхэн Боржгон — в Улан-Баторе; Зүрхэн — в Улан-Баторе; Зүрхэн Боржигон — в Улан-Баторе и аймаке Туве.